# Nipponocypris sieboldii
Nipponocypris sieboldii är en fiskart som först beskrevs av Temminck och Schlegel, 1846.  Nipponocypris sieboldii ingår i släktet Nipponocypris och familjen karpfiskar. Inga underarter finns listade i Catalogue of Life.